# Ceroptera ungulata
Ceroptera ungulata är en tvåvingeart som beskrevs av Walter Leopold Victor Hackman 1965. Ceroptera ungulata ingår i släktet Ceroptera och familjen hoppflugor. Inga underarter finns listade i Catalogue of Life.